# Troszki (Lubusz)
Pour les articles homonymes, voir Troszki.
Troszki (prononciation : [ˈtrɔʂki]) est un village polonais de la gmina de Łagów dans le powiat de Świebodzin de la voïvodie de Lubusz dans l'ouest de la Pologne.
Il se situe à environ 12 kilomètres au sud-ouest de Łagów (siège de la gmina), 23 kilomètres à l'ouest de Świebodzin (siège de le powiat), 41 kilomètres au nord-ouest de Zielona Góra (siège de la diétine régionale) et 54 kilomètres au sud de Gorzów Wielkopolski (capitale de la voïvodie).
Le village comptait approximativement une population de 7 habitants en 2010.

## Histoire
Le nom allemand du village était Kunersdorfer Sorge.
Après la Seconde Guerre mondiale, avec la mise en œuvre de la ligne Oder-Neisse, le village est intégré à la République populaire de Pologne. La population d'origine allemande est expulsée et remplacée par des polonais.
De 1975 à 1998, le village appartenait administrativement à la voïvodie de Zielona Góra.

Depuis 1999, il appartient administrativement à la voïvodie de Lubusz